# الرجل العثة
الرجل العثة   مخلوق غريب وغامض يشبه الإنسان ولكنه يمتلك ما يشبه الأجنحة.
لايوجد حتى اليوم دليل علمي واحد وواضح يثبت وجوده من عدمه، ويعتقد أن ظهوره في منطقة ماينذر بحدوث كارثة.
ولقد أثارت قصته جدلاً واسعاً في عالم ماوراء الطبيعة، ويعد من أكثر ظواهر هذا العلم غموضاً وإثارة للجدل.
وأشهر الحوادث المسجلة لهذا المخلوق هو ماحدث في 12 نوفمبر من عام 1966 بمدينة بوينت بليزانت في ولاية فرجينيا الغربية الأمريكية، حين ادعى رجل اسمه «نيويل بارتريدج» أنه شاهد مخلوق غريب بجانب مخزن منزله يشبه الإنسان ولكنه أكثر ضخامة منه وله جناحان كبيران منثنيان خلف ظهره!
ولم يتحقق نيويل بارتريدج من حقيقة هذا المخلوق لأنه سرعان ماعاد مذعوراً إلى منزلهِ تاركاً كلبه في الخارج مع هذا المخلوق الغريب.
في نصب تذكاري مميز الشكل لكائن ضخم الجثة يتجاوز طوله المترين، في مدينة أمريكية تحت مسمى الرجل العثة أو (The Mothman) تجد هذه الكلمات مكتوبة على النصب تصف قصة أول ظهور لكائن (الرجل العثة) في مدينة بوينت بليزانت في ولاية فرجينيا الغربية الأمريكية، وكانت الكلمات تقول:
“في ليلة باردة من ليالي الخريف في نوفمبر عام 1966، قاد أربعة من المتزوجين الشباب سيارتهم باتجاه منطقة لمتفجرات TNT في شمال بوينت بليانت في ولاية فرجينيا الغربية عندما أدركوا أنهم ليسوا وحدهم، فاتجهوا إلى طريق مخرج ورأوا ذلك المخلوق يقف على أعلى جسر مجاور، ثم فتح جناحيه وطار باتجاه السيارة واستمر ذلك إلى أن وصلوا إلى حدود المدينة، ثم اتجهوا إلى مكتب السلطات في مايسون لتبليغ المسؤول (ميلارد هالستيد) الذي قال فيما بعد:
أعرف هؤلاء الشباب جيداً وتفاصيل حياتهم منذ نعومة أظفارهم ولم يسبق لهم أن وقعوا في المشاكل ولكنهم كانوا بالفعل مذعورين تلك الليلة وأخذت إفاداتهم بجدية، ثم لحق بسيارة (روجر ساربيري) الذي كان منطلقاً باتجاه الموقع العسكري السري السابق، مصنع فيدرالي لصناعة القنابل والصواريخ، لكنه لم يعثر على أية أثر لذلك المخلوق الغريب، وبالاعتماد على حادثة ورد ذكرها في كتاب (الحيوانات الفضائية Alien Animals) من تأليف (جانيت) و (كولين بورد) فأن هجوماً شيطانياً حصل في منزل عائلة (سكاربيري) فيما بعد وفي نفس تلك الليلة التي شوهد فيها المخلوق لعدد من المرات.
المشاهدات التالية للرجل العثة كانت مثيرة بحق، إذ أنه من العادة أو من الطبيعي في مثل هذه المشاهدات أن يكون الأمر لا يعدو عن كونهِ حالة فردية يصعب تكرارها، ولكن ما حدث في نفس الشهر – شهر نوفمبر – من تكرار لأحداث مشاهدته كان مثيراً للغاية وعمق وجود (الرجل العثة) لدى الأمريكيين وتحول الأمر إلى ظاهرة تستوجب البحث واتخاذ بعض الإجراءات الأمنية لحماية السكان.
فحول مصنع متفجرات الـ TNT كثف العديد من رجال الشرطة بحثهم، وكان من ضمنهم بعض الأهالي المسلحين باحثين عن (الرجل العثة) ويتصادف أن يكون بالمنطقة الزوجان (رايموند رامسلي) والسيدة (مارسيلا بنيت) مع طفلها الرضيع، وكانوا جميعاً متوجهين لزيارة أحد أصدقائهم بهذه المنطقة، وهما السيد والسيدة (رالف توماس) وأكد الجميع مشاهدتهم لهذا الكائن، وكان هذا في 16 نوفمبر عام 1966.
وعندما كانوا متوجهين للسيارة ظهر فجأة مخلوق غريب الشكل خلف سيارتهم، وتقول عنه السيدة (بنيت): يبدو أنه كان مستلقياً، وبسرعة ارتفع من الأرض، وكان جسمه رمادياً وضخماً مع عيون حمراء متوهجة فاتصل السيد (رامسلي) بالشرطة ولكن المخلوق مشى بعيداً من خلال الشرفة، وتقصد شرفة النافذة.
في 24 نوفمبر شاهده أربعة من السكان في منطقة TNT25 وقاموا بتسجيل مشاهدتهم في قسم بوينت بليسانت.
في 26 نوفمبر تقول السيدة (روث فوستر) من تشارلستون في غرب فرجينيا أنها شاهدت كائن ما – يحمل مواصفات (الرجل العثة) يقف على أرض زراعية تخصها، وحينما استدعت أخو زوجها لينظر إلى هذا الكائن، طار مبتعداً.
في 27 نوفمبر ادعت امرأة شابة أن (الرجل العثة) كان يتعقبها طائراً بالقرب من منطقة مايسون غرب فيرجينيا، كما شاهده في نفس الليلة طفلين من منطقة سان ألبانز.
وفي عام 1967 تعددت مشاهداته مرة أخرى، ولكن أشدها تأثيراً على الناس كان مرتبطاً بكارثة حدثت في بوينت بليسانت وبالتحديد الكارثة الخاصة بالجسر الفضي Silver Bridge والذي انهار فجأة في 15 ديسمبر عام 1967 بسبب خطأ في تصميمه وادعى الكثير من الناس أنهم رأوا (الرجل العثة) على الجسر قبل انهياره بأيام، وأنه السبب في حدوث ذلك الانهيار بشكل أو بآخر، ومن الجدير بالذكر أن الجسر تسبب في وفاة 46 شخص.
وقد يُراد من هذا الأمر نقل اتجاه الحادث في وجدان الناس من خطأ هندسي ومعماري في التصميم إلى أسطورة يستطيب الناس بذكرها، فقد انتشرت المزاعم بعد هذا الحادث والتي تقول أن الرجل العثة يظهر في المناطق التي يُتوقع حدوث الكوارث بها.

## التفسيرات المحتملة
أسهل التفاسير عادة تتجه إلى التفسير الخيالي لما وراء الطبيعة، وأن هذا الكائن ربما يكون كائناً فضائياً أو كائناً خفياً مثل رجل الثلوج والرجل ذو القدم الكبيرة يصعب التكهن بأمره، ولكنه موجود.
التفسير الآخر وهو منطقي بعض الشيء، إذ يرى أنه أحد طيور الكركي الضخمة التي يصل طول أحد جناحيها لمترين، وطول الكائن الواحد متراً كاملاً، ويطير باسطاً جناحيه كالطائرة الشراعية ولا يُحدث صوتاً كبيراً في طيرانهِ من خفقان الأجنحة لأنه نادراً ما يخفق بهما، وقد تعرض هذا الطائر للكثير من المشاكل المتعلقة بالمعيشة في مثل هذه المناطق في عقد الستينات من القرن العشرين.
والبعض يقول أنه نوع نادر من طائر البومة أو البوم الثلجي، وأن عينيه الحمراوين ما هو إلا انعكاس للضوء المسلط عليهما كما في القطط وبعض الكائنات الحية، وكلها احتمالات لم يجد لها المتشككون دليلاً قاطعاً.
وهناك العديد من البرامج التلفازية التي تكشف كيف يستطيع الناس عمل الخدع التلفازية أو التصويرية والتي من أمثلتها (الرجل العثة) وشككوا في حقيقة الصورة التي التقطت للرجل العثة على الجسر الفضي، في أنها صورة مزيفة وربما كان هذا المشهد لكيس من أكياس القمامة الضخمة ليس إلا.